# 猿田智広
猿田 智広（さるた ともひろ、1986年2月12日 - ）は、日本の元ラグビー選手。

## プロフィール
- 秋田県出身[1]。
- ポジションはフッカー(HO)。
- 身長 175cm、体重 95kg
- U19日本代表に選ばれたことがある[2]。

## 来歴
2004年、秋田工業高校卒業後、東海大学に入る。
2008年、東海大学卒業後、NTTコミュニケーションズシャイニングアークスに加入。
2012年、現役を引退した。